# Jessica Garlick
Jessica Garlick (* 1981 in Kidwelly, Carmarthenshire) ist eine walisische Pop-Sängerin.

## Karriere
Erste Aufmerksamkeit in den Medien erreichte Garlick als Gewinnerin der walisischen TV-Show Star For A Night als 16-Jährige. 2001 war sie Teilnehmerin der britischen Castingshow Pop Idol. Kurz darauf lud sie der Fernsehsender BBC zur britischen Vorauswahl des Eurovision Song Contests ein. Schließlich wurde sie ausgewählt, das Vereinigte Königreich beim Eurovision Song Contest 2002 in Tallinn zu vertreten. Mit ihrem Song Come Back erreichte sie den dritten Platz. In den UK-Charts erreichte die Single Platz 13.
Jegliche Bemühungen der Sängerin diese frühen Erfolge auszubauen, darunter auch ein mehrmonatiger Aufenthalt in Los Angeles und eine Comeback-Single im Jahre 2009, Hard Not to Fall, waren nicht von Erfolg gekrönt.
Garlick hat mittlerweile das Pop-Geschäft verlassen und lebt mit ihrem Ehemann, dem ehemaligen Rugby-Spieler Owen Satterly, und zwei Kindern in der Nähe von Wales.